# 七寺八廟
七寺八廟，為清朝臺灣府府城（約今臺南市中西區）十五間寺廟的合稱。

## 官方版本
一般說法（如臺南市文獻委員會在1961年初開會討論之結果）如下：

### 七寺
| 開元寺   | 法華寺       | 竹溪寺 | 彌陀寺 | 龍山寺 | 重慶寺   | 黃蘗寺   |
|          |              |        |        |        |          |          |
| 國定古蹟 | 直轄市定古蹟 | 改建過 | 改建過 | 改建過 | 歷史建築 | 今已不存 |

### 八廟
| 府城隍廟 | 大關帝廟 | 大媽祖廟 | 水仙王廟     |
|          |          |          |              |
| 國定古蹟 | 國定古蹟 | 國定古蹟 | 直轄市定古蹟 |

| 藥王廟 | 嶽帝廟       | 風神廟       | 龍王廟   |
|        |              |              |          |
| 改建過 | 直轄市定古蹟 | 直轄市定古蹟 | 今已不存 |

## 耆老版本
此外在1993年4月27日臺南市政府舉辦之「八十二年度臺南耆老口述歷史座談會」上，對於七寺八廟另有其他的版本：
- 鄭明和（臺南市道教會常務理事）：七寺部分相同，但八廟分別是大人廟、馬公廟、龍王廟、藥王廟、三官廟、辜婦媽廟、五帝廟與嶽帝廟。
- 蔡阿淦（大天后宮總幹事）：七寺部分相同，而八廟分別是大媽祖廟、大關帝廟、嶽帝廟、府城隍廟、龍王廟、倪聖公廟、孔子廟、大上帝廟。
- 陳榮盛（臺南市道教會常務理事）：七寺同前，但據其法國友人施伯爾敦教授之看法認為「八廟」實為「百廟」。

## 民間版本
七寺指開元寺、法華寺、竹溪寺、彌陀寺、黃蘗寺、龍山寺、重慶寺；八廟指大媽祖廟、大關帝廟、府城隍廟、縣城隍廟、風神廟、龍王廟、大人廟、馬王廟。但亦有學者認為「七寺八廟」是「奇寺百廟」之音訛，而十五廟之說為後人附會。
其它更完整的版本：
- 一宮：萬壽宮。
- 二學：府文廟、縣文廟。
- 三殿：東嶽殿、北極殿、普濟殿。
- 四庵：白龍庵、廣慈庵、萬福庵、西來庵。
- 五府：鎮署（御史署）、道署、府署、同知署、縣署。
- 六部：五馬朝江一回頭，五馬：小媽祖廟、廣安宮、小關帝廟、水仙宮、開山宮，一回頭：藥王廟。
- 九堂：大觀音亭、大士殿、慈蔭亭、德化堂、慎德堂、西竹堂（西德堂）、西華堂、報恩堂、擇賢堂。或德善堂、慎齋堂、崇德堂，代替三觀音亭。
- 十境：小南天、七娘境、元會境、仁厚境、太平境、雙興境、神安境、景福境、鎮轅境、福隆境。